# Mercogliano
Mercogliano è un comune italiano di 11 434 abitanti della provincia di Avellino in Campania.

## Storia
Il nome Mercogliano sembra derivare da Mercurianum che, secondo alcuni studiosi, indicherebbe la presenza in questi luoghi di possedimenti, praedia, dei magistri mercuriales, i magistrati, prevalentemente liberti, che amministravano il culto di Mercurio.
Essendovi sorta dopo la guerra sannitica una colonia romana, il luogo conservò il nome del luogo dove, appunto si venerava il culto di Mercurio, fino al medioevo con la denominazione di Castrum Mercuriani, da cui deriva il nome attuale. Il luogo, comunque, fino al XV secolo conserva anche nello stesso stemma civico, l'immagine del dio Mercurio. Di particolare importanza è una colonna militare romana ritrovata in località Alvanella che conferma la presenza di un'importante arteria viaria che conduceva (e conduce) a Napoli.
Importanti testimonianze, iscrizioni e reperti archeologici, testimoniano la presenza nel territorio di Mercogliano di insediamenti romani risalenti al IV secolo e fatti risalire alla colonia romana di Abellinum. A questo periodo storico vanno ascritte le vicende della cristianizzazione dell'Irpinia, con i Santi Modestino (attuale patrono di Mercogliano e di Avellino), Fiorentino e Flaviano, che trovano la morte proprio nella zona di Mercogliano.
La vera fondazione di Mercogliano è riconducibile agli ultimi decenni del VI secolo, in concomitanza della calata dei Longobardi nel sud Italia.
Una colonia di profughi della vicina Abellinum, proprio per sfuggire ai Longobardi, occupano la collina di Mercogliano. In poco tempo viene costruito un centro abitato che lentamente si popola.
Mercogliano, ancora casale di Avellino, viene citato per la prima volta in un documento nel 982. Lo sviluppo del paese continua ancora nell'anno 1000 in seguito alla conquista normanna dell'Italia meridionale, iniziata nel 1030. In quel periodo viene costruito il castello. Tra il 1077 e il 1089, a testimonianza di un continuo sviluppo, l'antico casale viene elevato al rango di castello. Il paese, così, acquisisce finalmente autonomia amministrativa. Signore del borgo fortificato nel 1136 era un certo Enrico di Sarno, subfeudatario del conte di Avellino Rainulfo. Nel 1137, sotto Ruggero II, che assediò Mercogliano occupandone il castello, inizia la dominazione normanna. A quel tempo Ruggero II fece rinchiudere nel castello Matilde, la moglie del conte Rainulfo.
Il feudo venne poi donato da Ruggero II a Riccardo de Aquila, nominato anche nel catalogo dei Baroni per l'invio in Terra Santa di alcuni cavalieri ed armigeri. A Riccardo de Aquila, diversi anni dopo, vi successero Ruggiero, 1161, e la contessa Pierrone de Aquila, 1183, sposa di Ruggiero de Castelvetere.
Negli anni della seconda guerra mondiale, tra il 1940 e il 1943, Mercogliano fu uno dei comuni della Campania destinati dalle autorità fasciste ad accogliere profughi ebrei in internamento civile. Gli internati (una coppia di sorelle di origine rumene) furono liberati con l'arrivo dell'esercito alleato nel settembre 1943.

### Simboli
Nello stemma è raffigurato il dio Mercurio che occupa l'intera altezza dello scudo, con petaso, il copricapo alato, e caduceo nella mano destra e i talari ai piedi alati, che sovrasta il globo terrestre. Lo scudo è timbrato dalla corona di Città.
Il gonfalone è un drappo di verde.

## Società

### Evoluzione demografica
Abitanti censiti

### Lingue e dialetti
Accanto alla lingua italiana, a Mercogliano si parla il dialetto irpino.

## Monumenti e luoghi d'interesse
- Il 15 ottobre 2021, nella villa comunale sita in via Santangelo, è stato inaugurato il monumento in onore dell'eroico vicebrigadiere Salvo D'Acquisto. L'installazione è stata il frutto della volontà sinergica dell'Associazione Nazionale Carabinieri (Sezione Mercogliano) e dell'amministrazione comunale locale.

## Cultura

### Musei

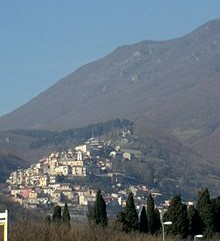
Località Capocastello

- Antiquarium, in via Concezione 24, in località Capocastello.

### Musica
La città viene citata nella canzone C'era un re, singolo dell'album Canzoni Tour 2008 di Edoardo Bennato.

## Geografia antropica

### Posizione
Il comune sorge a ovest di Avellino, con cui è contiguo urbanisticamente grazie all'estensione della popolosa frazione di Torrette. Assieme con Atripalda, Aiello del Sabato, Monteforte Irpino e la stessa città di Avellino, costituisce il Sistema Urbano di Avellino (STSD2) come delineato dal Piano Territoriale Regionale.

### Frazioni

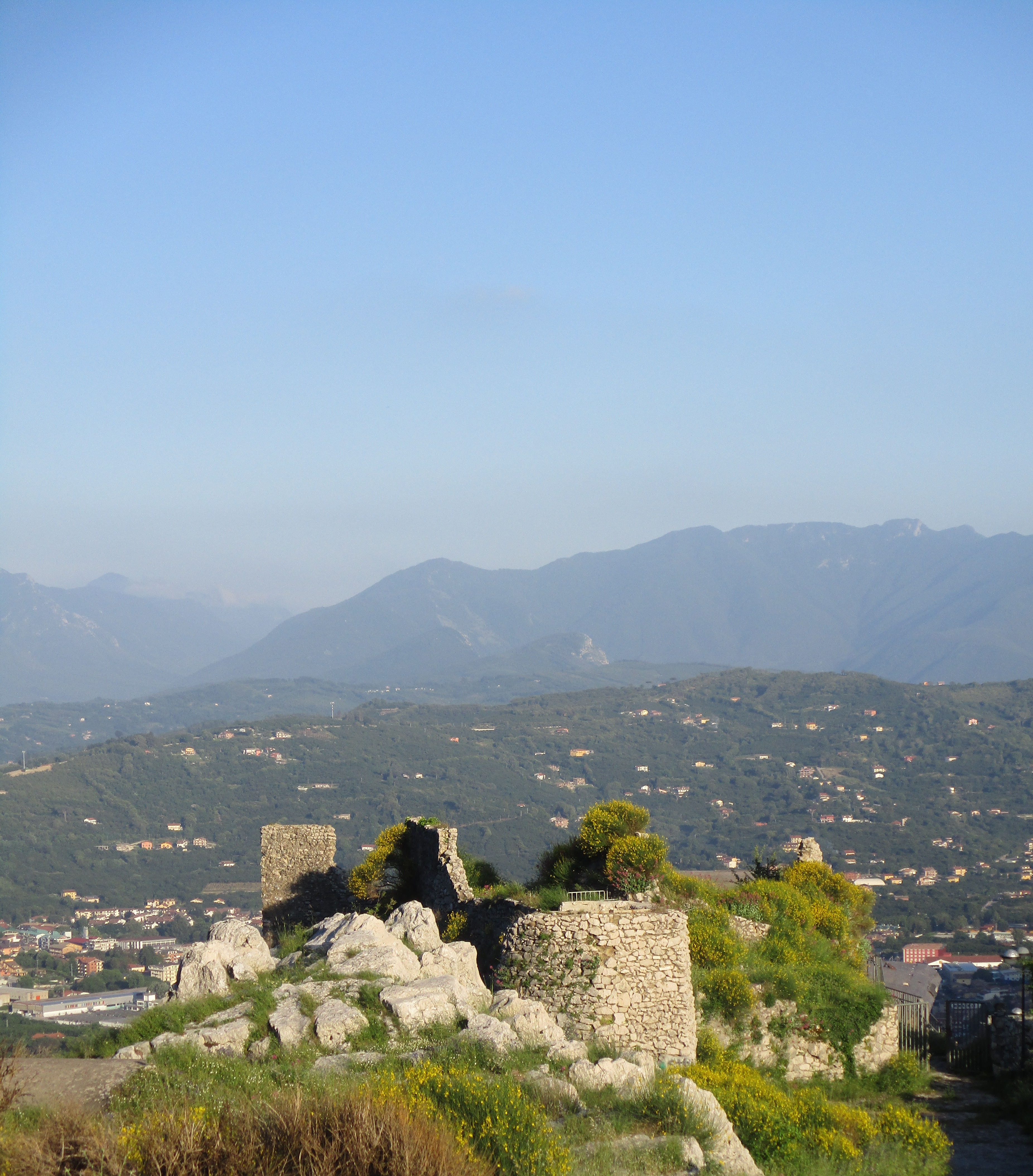
I resti del castello di Mercogliano

- Montevergine: La frazione di Montevergine è composta dall'omonimo santuario cattolico, situato sull'omonima montagna e collegato al capoluogo tramite funicolare.
- Torrette: La popolosa frazione è situata sulla strada statale 7 Via Appia, contigua con la periferia di Avellino. Sviluppatasi urbanisticamente negli ultimi 30 anni del XX secolo, è sede di numerose attività e centri commerciali, oltre che industriali, che costituiscono la gran parte dell'abitato. Considerato come il centro economico comunale ed uno dei più grandi dell'intera provincia, è composto a nord dalla contrada di Torelli.
- Torelli rappresenta il nucleo storico della parte bassa della città. Il centro si è sviluppato dalla fine degli anni sessanta, grazie alla presenza del casello Avellino Ovest dell'autostrada A16 (Napoli - Canosa).
- Acqua delle Noci frazione a valle del centro storico di Capocastello è composta da un nucleo di abitazioni, completamente ricostruite dopo il sisma del 1980.
- Capocastello
- Località Macera

## Economia

### Turismo

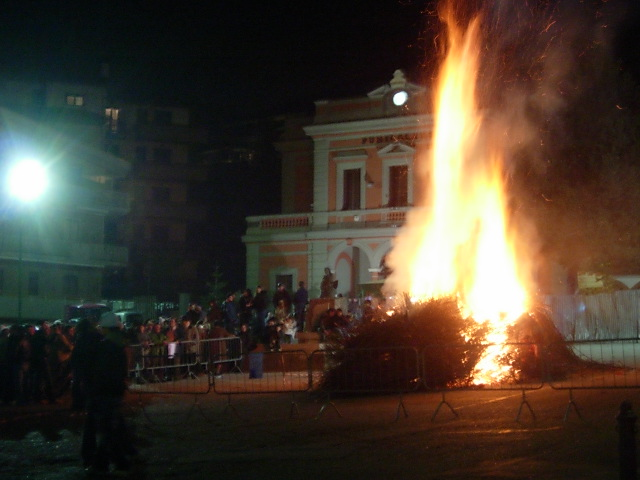
Fuochi per la festa di San Modestino davanti alla stazione della funicolare

A Mercogliano si trovano l'abbazia di Loreto e il santuario di Montevergine, quest'ultimo meta di numerosi pellegrinaggi provenienti da ogni parte d'Italia, specie nel periodo estivo. Grazie ad una funicolare è possibile raggiungere il santuario da Mercogliano in soli sette minuti.
Ben conservato e tipicamente medievale è il centro storico di Mercogliano, dove si alternano stradine e vicoli tra case popolari e dimore di antichi signorotti.

## Infrastrutture e trasporti
La cittadina è attraversata dalla strada statale 7 bis di Terra di Lavoro e a livello autostradale conta uno svincolo, Avellino Ovest (a Torrette), dell'autostrada A16 Napoli-Canosa.
Mercogliano è origine della funicolare di Montevergine, che la collega all'omonimo santuario.
Dal 1947 al 1973 Mercogliano fu collegata ad Avellino da una linea filoviaria.
Il comune di Mercogliano è collegato ad Avellino con autolinee urbane della CTI-ATI.

## Amministrazione

### Sindaci
| Periodo | Periodo   | Primo cittadino         | Partito                           | Carica                    | Note |
| ------- | --------- | ----------------------- | --------------------------------- | ------------------------- | ---- |
| 1993    | 1996      | Filomena Di Benedetto   | PSI                               | Sindaco                   |      |
| 1996    | 2000      | Alessandro Criscitiello | centro                            | Sindaco                   |      |
| 2000    | 2005      | Tommaso Saccardo        | centro                            | Sindaco                   |      |
| 2005    | 2010      | Tommaso Saccardo        | lista civica                      | Sindaco                   |      |
| 2010    | 2014      | Massimiliano Carullo    | lista civica                      | Sindaco                   |      |
| 02-2014 | 05-2014   | Salvatore Palma         |                                   | Commissario Straordinario |      |
| 2014    | 2019      | Massimiliano Carullo    | lista civica "Mercogliano 2014"   | Sindaco                   |      |
| 2019    | in carica | Vittorio D'Alessio      | lista civica "Scelgo Mercogliano" | Sindaco                   |      |

Il comune fa parte della Comunità montana Partenio - Vallo di Lauro e del Parco del Partenio.

## Sport

### Ciclismo
Mercogliano è stato più volte arrivo di tappa del Giro d'Italia presso il Santuario di Montevergine e detiene il primato di avere ospitato per ben quattro volte in dieci anni una tappa di arrivo del Giro d'Italia dopo la prima del 1962 vinta dal belga Armand Desmet:
- 23 maggio 2001: 4ª tappa, vinta da Danilo Di Luca;
- 15 maggio 2004: 7ª tappa, vinta da Damiano Cunego;
- 16 maggio 2007: 4ª tappa, vinta da Danilo Di Luca;
- 13 maggio 2011: 7ª tappa, vinta da Bart De Clercq;
- 12 maggio 2018: 8ª tappa, vinta da Richard Carapaz.

### Pallavolo
Ha sede sul territorio la polisportiva A.S.D. Mercogliano Volley, che partecipa a campionati interprovinciali e regionali.

### Calcio
Ha sede nel comune la società di calcio A.S.D. Mercogliano 1999, che ha disputato campionati dilettantistici regionali.

### Pallanuoto
Nella piscina di Mercogliano è presente una squadra dilettantistica di pallanuoto, l’A.S.D. Mercurio Pool.